# Chausey-eilanden
De Chausey-eilanden zijn een groep van kleine Franse eilanden in Laag-Normandië, die geografisch gezien deel uitmaken van de Kanaaleilanden. De oppervlakte van deze archipel bedraagt 65 ha bij hoog water en 5000 ha bij laag water. Op zeven hectare na op het zuidelijke punt van Grande Île, rond het fort en de vuurtoren, zijn de eilanden in privébezit en horen toe aan de Société Civile Immobilière (SCI) die de families Durand de Saint-Front, Fortin en Gélin vertegenwoordigt.
De belangrijkste eilanden zijn: Grande île (45 ha), La Genétaie (1,82 ha), La Meule (1,38 ha), La Houllée (0,86 ha), L'île aux Oiseaux (0,62 ha), en Grand Épail (0,29 ha).
De Chausey-eilanden maken sinds 1802 deel uit van de gemeente Granville in het departement Manche.
Grande Île, het grootste eiland, is ongeveer twee kilometer lang en 700 m breed en ligt op zeventien kilometer van Granville. Het is het enige eiland dat vanuit Granville of St-Malo makkelijk te bereiken valt. In de zomer wonen er ongeveer dertig mensen maar in de winter slechts acht.
Het getijdeverschil kan er bijzonder groot zijn, tot meer dan veertien meter, wat een van de hoogste waarden is in Europa. Er wordt weleens beweerd dat de archipel bij hoog water uit 52 eilandjes bestaat en er bij laag water wel 365 eilandjes tevoorschijn komen, omdat er 52 weken en 365 dagen in een jaar zijn. In werkelijkheid komen er niet meer dan 200 rotseilandjes tevoorschijn.
De allereerste bewoning zou dateren van 12.000 jaar geleden, toen de rotsformaties nog niet van het vasteland gescheiden waren door de zee.
De granieten stenen van deze eilanden werden in het verleden gebruikt om de abdij op de Mont-Saint-Michel te bouwen en voor de kaaien in Londen en als kasseien in Parijs.

## Bezienswaardigheden
Onderstaande gebouwen bevinden zich op het Grande Île:
- De vuurtoren van Chausey dateert uit 1847, is 37 m hoog en heeft een reikwijdte van 45 km.
- Het fort werd gebouwd tussen 1860 en 1866 onder Napoleon III om een mogelijke Engelse aanval af te slaan. Het werd nooit als dusdanig gebruikt, maar doet nu dienst als bergplaats voor vissers.
- In de jaren 1920 bouwde Louis Renault op de funderingen van een oud fort uit de 16de eeuw een eigen indrukwekkend verblijf: 'Le Vieux Fort'. Dit bleef in het bezit van de familie Renault tot 1978.
- Maison Marie, het huis van de schilder Marin-Marie (1901-1987).
- Kapel Notre-Dame (1850) met glasramen van Yves Durand de Saint-Front (zoon van Marin-Marie).[1]

Omdat zowat de helft van het Grande Île privébezit is, heeft dit deel geen straat. De charme van dat deel houdt verband met de verspreide ligging van de huizen die telkens enkel een klein tuintje met haag hebben, terwijl alle ruimte daarbuiten voor voetgangers is. Twee kleine zandstranden bieden aangename rustplekken. Enkele rotsformaties kregen namen zoals 'Rocher de l'éléphant' en 'Les Moines'.

## Fauna en flora
De Chausey-archipel staat ook bekend om zijn fauna en flora. De 'musaraigne des jardins' is in Normandië enkel nog op de archipel te vinden. Deze onderscheidt zich van de gewone spitsmuis door het type oortjes. Verder verblijven op het eiland ook heel wat scholeksters, grote sternen, visdieven, middelste zaagbekken en kuifaalscholver. In het water vindt men behoorlijk wat kreeften en zeegrassen.